# Anorus piceus
Anorus piceus är en skalbaggsart som beskrevs av Leconte 1859. Anorus piceus ingår i släktet Anorus och familjen mossbaggar. Inga underarter finns listade i Catalogue of Life.